# Giuseppe Auletta
Giuseppe G. Auletta (Cosenza, 1º febbraio 1913 – Catania, 12 settembre 2000) è stato un giurista italiano, ordinario di diritto commerciale e membro dell'Accademia dei Lincei, nonché avvocato tra i più insigni in Italia.

## Biografia
Si laureò in giurisprudenza all'Università La Sapienza di Roma. Fu l'allievo prediletto e il principale continuatore di Tullio Ascarelli. Conseguita la libera docenza nel 1937, dopo un biennio all'Università di Catania, dal 1939 insegnò come ordinario diritto commerciale presso la facoltà di Economia e commercio dell'Università di Cagliari. Nel 1941 fu chiamato dalla facoltà di Economia e commercio dell'Università di Catania. Da allora, e nonostante i ripetuti solleciti da parte di altre università, non lascerà mai l'università etnea, con l'eccezione dell'anno accademico 1957/58, nel corso del quale insegnò istituzioni di diritto privato alla facoltà di Giurisprudenza dell'Università di Napoli. Dall'anno accademico 1968/69, e fino al collocamento fuori ruolo nel 1998, fu titolare della cattadra di diritto commerciale presso la facoltà di Giurisprudenza dell'università etnea. Diede l'impulso al sorgere, nell'ateneo catanese, di una delle maggiori scuole italiane di diritto commerciale della cui formazione fu promotore e indiscusso maestro.
Fu anche preside della facoltà di Giurisprudenza dell'Università di Catania.
Nel 1964 fu chiamato a far parte della commissione presieduta da Alfredo de Gregorio, incaricata di redigere una nuova normativa in materia di diritto societario in sostituzione di quella, ormai inadeguata, del codice civile del 1942. In quella occasione Auletta, fedele all'insegnamento del suo maestro Ascarelli - che era stato estensore di un disegno di legge di riforma del diritto societario depositato nel 1956 alla Camera dei deputati da Bruno Villabruna e riproposto nel 1958 da Ugo La Malfa e Riccardo Lombardi - presentò una relazione di minoranza dove, tra l'altro, si preconizzava l'attribuzione delle funzioni di controllo, anziché alla Banca d'Italia, a un organo autonomo (che sarà poi la soluzione adottata nel 1974 con l'istituzione della Consob). Dai lavori della commissione de Gregorio, riformulati nel 1966 e poi ripresi nel 1973 da una successiva commissione presieduta dal magistrato Dino Marchetti, trarrà origine la "miniriforma" della società per azioni attuata con la legge 7 giugno 1974 n. 216.
Autore prolifico che spaziava in ogni branca del diritto commerciale, gran parte dei suoi scritti scientifici è oggi inserita nella raccolta Scritti giuridici.
Dell'apprezzamento e della stima di cui godette, una tangibile testimonianza è offerta dagli importanti saggi che studiosi di tutta Italia hanno fatto pervenire per la raccolta di studi in suo onore pubblicati nel 1999 in quattro volumi.
Cosenza, sua città natale, lo insignì del premio Bernardino Telesio nell'anno 1977. Gli sono dedicate una strada a Catania, nei pressi della Facoltà di Giurisprudenza, e una piazza a Bisignano, in provincia di Cosenza.
Tra i suoi numerosissimi allievi figurano: Enzo Musco, Antonio Pavone La Rosa, Niccolò Salanitro, Mario Libertini, Angelo Belfiore e Pietro Abbadessa. Si considerava suo allievo anche Berardino Libonati, che iniziò la sua carriera accademica sotto la tutela di Ascarelli.
Uno dei figli, Tommaso Amedeo Auletta, ne ha proseguito l'opera quale apprezzato ordinario di istituzioni di diritto privato e di diritto di famiglia presso la facoltà di Giurisprudenza dell'ateneo catanese.

## Opere principali
- G. G. Auletta, Delle invenzioni industriali, dei modelli di utilità e dei disegni ornamentali della concorrenza, a cura di Vito Magri in Commentario al Codice Civile di Scialoja e Branca, Zanichelli, Bologna e Società Editrice Foro Italiano, Roma, 1977
- G. G. Auletta, Scritti giuridici, Giuffrè, Milano, 2001
- G. G. Auletta, N. Salanitro, "Diritto Commerciale", ed. Giuffrè. XVIII ed. 2010